# الانتخابات الرئاسية في الجبل الأسود 2023
أجريت الانتخابات الرئاسية في الجبل الأسود في 19 مارس 2023 لانتخاب رئيس الجبل الأسود. وكان الرئيس الحالي ميلو جوكانوفيتش مؤهلًا لإعادة انتخابه.
نظرًا لعدم حصول أي مرشح على أغلبية الأصوات في الجولة الأولى، أُجريت جولة الإعادة في 2 أبريل. ففي الجولة الأولى، حصل الرئيس الحالي وزعيم حزب الجبل الأسود الديمقراطي الاشتراكي DPS ميلو جوكانوفيتش، على 35 ٪، حيث احتل المرتبة الأولى. بينما حصل ياكوف ميلاتوفيتش، مرشح حزب أوروبا الآن! المُشكل حديثًا على 29٪ من الأصوات متفوقًا على ما جاء في التوقعات، وجرت جولة الإعادة بينه وبين الرئيس الحالي. بينما حصل أندريا مانديتش، أحد قادة الحزب الشعبوي اليميني، على 19٪ من الأصوات، واحتل المركز الثالث في الجولة الأولى.
أسفرت جولة الإعادة عن فوز ياكوف ميلاتوفيتش على ميلو جوكانوفيتش بأغلبية كبيرة، ليصبح أول رئيس منتخب ليس عضوًا في حزب DPS منذ إدخال نظام التعددية الحزبية في عام 1990، وحصل على ما يقرب من 60٪ من الأصوات الشعبية. وهذه أيضًا أول انتخابات رئاسية في تاريخ الجبل الأسود لا يفوز بها رئيس حالي يسعى لإعادة انتخابه لولاية ثانية.
ستتبع الانتخابات الرئاسية انتخابات برلمانية مبكرة، حددها الرئيس الحالي جوكانوفيتش لتكون في يونيو 2023، وقد حل البرلمان قبل أيام قليلة من الجولة الأولى من الانتخابات التي خاضها لولاية ثالثة كرئيس للدولة.

## خلفية
فاز ميلو جوكانوفيتش، زعيم الحزب الديمقراطي للاشتراكيين (DPS)، بالانتخابات الرئاسية السابقة التي أجريت في عام 2018، بنسبة 53.9٪ من الأصوات في الجولة الأولى. وهو مؤهل لإعادة انتخابه، نظرًا لحقيقة أن فترته الرئاسية الأولى (1998-2003) كانت قبل استفتاء استقلال الجبل الأسود في عام 2006
جرت الانتخابات الرئاسية وسط أعمق أزمة سياسية واجهتها الجبل الأسود منذ استقلالها عن صربيا في عام 2006، حيث لم يتمكن البرلمان من تشكيل حكومة جديدة بعد إسقاط حكومة رئيس الوزراء دريتان أبازوفيتش في أغسطس 2022، ودفع جوكانوفيتش من أجل انتخاب برلمان جديد. حكم جوكانوفيتش، زعيم حزب DPS، الجبل الأسود لأكثر من ثلاثة عقود إما كرئيس للوزراء أو كرئيس. على الرغم من أنه يُنظر إليه على أنه مؤيد للغرب، إلا أنه خلال الفترة الطويلة التي قضاها في السلطة يتهمه البعض في العديد من فضائح الفساد ويريد الكثيرون رؤيته خارج السياسة. كانت الرغبة الشديدة في الإطاحة جوكانوفيتش وحزب DPS هي التي جمعت ثلاثة تحالفات معارضة ذات أيديولوجية متنوعة لتشكيل أول ائتلاف حاكم في الجبل الأسود بعد الاستقلال، والتي استبعدت حزب جوكانوفيتش الحاكم لفترة طويلة. واختلف التحالف من اليمين المتطرف والموالين لروسيا إلى المؤيد للغرب والمدني، وقد حصل الائتلاف على الأغلبية في البرلمان بعد الانتخابات البرلمانية في أغسطس 2020. كان ياكوف ميلاتوفيتش عضوًا مستقلاً في مجلس الوزراء التكنوقراطي، بينما كانت الجبهة الديمقراطية الشعبوية اليمينية بزعامة أندريا مانديتش من بين الأحزاب التي دعمتها في البرلمان. ومع ذلك، بصرف النظر عن الرغبة القوية في إزاحة حزب DPS وزعيمه من السلطة، لم يكن لدى أعضاء التحالف سوى القليل من القواسم المشتركة ولم يتمكنوا من تنفيذ الإصلاحات. أدت الأزمة البرلمانية إلى شغور أو وضع تصريف أعمال للعديد من مؤسسات الدولة الرئيسية، بما في ذلك وضع تصريف الأعمال لمجلس الوزراء ونيابة الدولة والمحكمة الدستورية. ومع انقسام الأغلبية البرلمانية "المناهضة لحزب DPS"، كان من المتوقع على نطاق واسع أن يعود جوكانوفيتش وحزبه إلى السلطة. ومع ذلك، أظهرت الانتخابات المحلية التي أجريت في عدة بلديات خلال عامي 2021 و2022 أن الحزب يفقد الدعم الشعبي بدلاً من ذلك. كان يُنظر إلى فقدان أغلبية حزب DPS في العاصمة بودغوريتسا على وجه الخصوص على أنه عقاب لدور جوكانوفيتش الذي كان له نتائج عكسية في الأزمة السياسية الجارية في البلاد. جرت الانتخابات في الوقت الذي يمر فيه البلد بأزمة سياسية استمرت لمدة عام تميزت بالتصويت على حجب الثقة لحكومتين منفصلتين وخلاف بين الأغلبية البرلمانية والرئيس جوكانوفيتش حول تعيين رئيس وزراء جديد. يُنظر إلى جوكانوفيتش وMilatovi وMandi على أنهم الأقوى بين المرشحين السبعة، والمرشحون الوحيدون الذين لديهم فرصة حقيقية للوصول إلى الجولة الثانية، وفقًا لوسائل الإعلام. يعتبر منصب الرئيس شرفيًا إلى حد كبير في الجبل الأسود، ولكن ينظر الكثيرون إلى الانتخابات الرئاسية لعام 2023 على أنها مقياس للانتخابات البرلمانية المبكرة المقبلة، والتي كان من المقرر أن تُعقد في يونيو 2023، حيث حُل البرلمان قبل أيام قليلة من الجولة الأولى من الانتخابات الرئاسية.

## النظام الانتخابي
يُنتخب رئيس الجبل الأسود بنظام الدورتين ؛ إذا لم يحصل أي مرشح على أغلبية الأصوات في الجولة الأولى، تُجرى جولة الإعادة بعد أسبوعين. يحتاج المرشحون إلى جمع 8101 توقيعًا من أجل تقديم أوراق ترشيحهم إلى مفوضية الانتخابات. يُنتخب رئيس جديد كل خمس سنوات، ويحق له الترشح لفترتين فقط.

## الجولة الأولى
الرئيس الحالي، ميلو جوكانوفيتش، وهو أيضًا زعيم أكبر حزب DPS في البرلمان، مؤهل لإعادة انتخابه. أعلن جوكانوفيتش ترشيحه في 24 فبراير، قبل يومين من الموعد النهائي لتقديم الترشيحات. بعد سلسلة من المحاولات الفاشلة لتسمية مرشح مشترك مع حزب DPS والأحزاب الأخرى داخل "الكتلة السوفييتية"، قرر الحزب الاشتراكي الديمقراطي (SDP) تسمية مرشحته، النائبة دراغينيا فوكسانوفيتش، في 9 فبراير، التي كانت بالفعل مرشحة الحزب في الانتخابات السابقة عندما حصلت بشكل غير متوقع بأكثر من 8٪ من دعم الناخبين. دعا الحزب الديمقراطي الاجتماعي في البداية إلى تقديم دعم مشترك لترشيح ميليتشا بيجانوفيتش-كوريشيتش، سفيرة الجبل الأسود لدى الأمم المتحدة، أو أي "مرشح مستقل غير مشروط"، بينما كان الحزب الديمقراطي الاجتماعي والحزب الديمقراطي الصغيرين على استعداد لتقديم الدعم غير المشروط للمرشح المختار من حزب DPS. سبق هذه الانتخابات الرئاسية الانتخابات المحلية في أكتوبر 2022، التي اظهرت نتائج سيئة لحزب جوكانوفيتش، وفقد الأغلبية في 11 من 14 بلدية التي أجريت فيها الانتخابات، بما في ذلك في العاصمة بودغوريتسا، لأول مرة منذ التسعينيات. كما خسر حزب DPS بقيادة جوكانوفيتش مناصب رئاسة البلدية في الغالبية العظمى من البلديات في الانتخابات المحلية لعام 2020 و2021 و2022 للمرة الأولى منذ تأسيسه، والذي رافقه انخفاض في الدعم الشعبي للحزب ؛ وهذا هو السبب في أن العديد من الانتخابات التالية وصفت بأنها "الأكثر غموضًا منذ استقلال الجبل الأسود".
اقترح الحزب الاشتراكي الشعبي SNP، وهو عضو في الائتلاف الحاكم، في البداية زعيم ديموس DEMOSوالمرشح في انتخابات 2013، ميودراغ ليكيتش، "كمرشح مشترك لأحزاب الأغلبية البرلمانية"، وهو ما رفضته الأحزاب الأخرى في النهاية. في نهاية شهر يناير، أعلنت الجبهة الديمقراطية الشعبوية اليمينية (DF) أنها سترشح زعيمها غير الرسمي أندريا مانديتش، الذي كان مرشحًا في عام 2008. وفي النهاية، في فبراير، قرر الحزب الاشتراكي الشعبي SNP دعم ترشيح مانديتش، في حين دعا حزب الجبل الأسود الديمقراطي (DCG) في البداية إلى مرشح مشترك من "الكتلة الوسطية" إلى جانب الإصلاح الموحد أكشن (URA) وحركة أوروبا الآن!، وقرر أخيرًا تسليط الضوء على ترشيح زعيمه أليكسا بيتشيتش. أعلن حزب أورا الذي ينتمي إليه رئيس الوزراء دريتان أبازوفيتش أنه لن يكون لديه مرشح خاص به، وقرر في النهاية دعم ترشيح بيتشيتش.
في البداية، قررت حركة أوروبا الآن ترشيح مؤسسها ميلوجكو سباجيتش، وزير المالية السابق كمرشح لها. ومع ذلك، فقد جرى استبعاده بسبب الاشتباه في حصوله على الجنسية الصربية ؛ حيث لا يسمح قانون الجبل الأسود للأشخاص ذوي الجنسية المزدوجة بالترشح للرئاسة. كان تنحية هيئة الانتخابات الوطنية (DIK) لـ سباجيتش، وهي الهيئة المكونة في الغالب من مندوبي حزب DPS وحزب DF، سريعًا ولم ينتظر استكمال التحقيق الذي بدأته وزارة الداخلية. ادعى سباجيتش أنه في وقت تقديم ترشيحه كان يحمل جنسية الجبل الأسود فقط، وقدم جميع المستندات المطلوبة قانونًا الصادرة عن وزارة الشؤون الداخلية في الجبل الأسود وإثباتًا أنه تخلى رسميًا عن جنسيته الصربية في وقت سابق من فبراير 2023. أدى هذا إلى زيادة التكهنات بأن قرار الهيئة قد تأثر بحزب DPS حيث كان يُنظر إلى سباجيتش على أنه تهديد خطير لـ Dukanović. صوت أعضاء الهيئة الذين يمثلون حزب DF أيضًا على استبعاد سباجيتش. وانتقد العديد من نشطاء المنظمات غير الحكومية والمحامين رفض الهيئة للترشيح، قائلين إنها تجاوزت صلاحياتها، وغياب الأساس القانوني لرفض الترشح، والتدخل الأجنبي (بحجة تدخل الحكومة الصربية) في الانتخابات. وصفت بعض المنظمات غير الحكومية قرار الهيئة بأنه "استبعاد سياسي" وإساءة استخدام هذه الهيئة من ممثلين عن أكبر حزبين سياسيين حاليًا في البرلمان، DPS وDF. تعتبر انتقائية قرار الهيئة إشكالية أيضًا، نظرًا لأنها لم تتحقق من وضع المرشحين الآخرين، بما في ذلك مرشح حزب DF الموالي للصرب أندريا مانديتش، الذي أعلن بشكل متكرر أنه يحمل الجنسية الصربية أيضًا، والذي كان قد جرى ترشيحه وتأكيده في بداية فبراير دون التحقق من تلك الادعاءات. في أوائل فبراير، لاحظ محللو راديو أوروبا الحرة أن مرشح أوروبا الآن أصبح موضوعًا للحملة الدعائية السلبية التي أطلقتها وسائل الإعلام القريبة من كل من أكبر الأحزاب القومية في الجبل الأسود والصرب، DPS وDF.
بعد ذلك بوقت قصير، رشحت حركة أوروبا الآن ياكوف ميلاتوفيتش، وزير الاقتصاد السابق. لكن حملته لم تسر بسلاسة. ففي سيتيني، العاصمة السابقة للجبل الأسود، هاجمت مجموعة من حوالي 30 شخصًا ميلاتوفيتش وهو في طريقه إلى تجمع قبل الانتخابات، بعد يوم واحد من أول مناظرة انتخابية جرى بثها في 9 مارس على قناة الإذاعة الوطنية شانيل ‏. تبع ذلك نشر أخبار كاذبة ومعلومات مضللة وحملة سلبية ضد ميلاتوفيتش وأعضاء حركته وكذلك بعض المنظمات غير الحكومية وممثلي الأجانب الغربيين الذين انتقدوا الهجوم، بينما أيد بعض الأفراد المقربين من حزب جوكانوفيتش الهجوم، واصفين إياه بأنه "احتجاج سلمي للمواطنين". زعمت حركة أوروبا الآن أن تلك المجموعة نظمها حزب DPS. حاولت مجموعة أخرى من الأشخاص، متهمين أيضًا بأنهم من أنصار حزب DPS، منع اجتماع ميلاتوفيتش مع أنصاره في بلدة نيكشيتش.

### المرشحين
وافقت لجنة الانتخابات (DIK) على سبعة مرشحين. وجرى تحديد أرقام المرشحين باستخدام السحب العشوائي في 4 مارس 2023.
| # | مُرَشَّح                  | انتساب | انتساب                      | التفاصيل / ملخص المرشح |
| - | --------------------- | ------ | --------------------------- | --- |
| 1 | ميلو جوكانوفيتش       |        | الحزب الديمقراطي الاشتراكي  | الرئيس الحالي (1998-2002 ؛ منذ 2018)، رئيس الوزراء السابق (1991-1998 ؛ 2003-2006 ؛ 2008-2010 ؛ 2012-2016)، زعيم الحزب الديمقراطي للاشتراكيين منذ عام 1998. أعلن الترشح في 24 فبراير وتم تقديمه في 25 فبراير 2023. |
| 2 | ياكوف ميلاتوفيتش      |        | أوروبا الآن                 | اقتصادي، وزير الاقتصاد السابق (2020-2022)، عمدة بودغوريتشا المنتخب منذ انتخابات 2022، المؤسس المشارك ونائب زعيم حركة أوروبا الآن التي تأسست حديثًا. أعلن الترشح في 23 فبراير وتم تقديمه في 26 فبراير 2023.         |
| 3 | أندريا مانديتش ‏       |        | الجبهة الديمقراطية ‏         | عضو البرلمان (2001-2020 ؛ 2022 حتى الآن)، عضو مجلس رئاسة تحالف الجبهة الديمقراطية، زعيم حزب الديمقراطية الصربية الجديدة، المرشح الرئاسي عام 2008. أعلن الترشح في 28 يناير وتم تقديمه في 3 فبراير 2023.            |
| 4 | يوفان رادولوفيتش      |        | مستقل                       | مدرب شخصي وشخصية على الإنترنت ومؤثر على وسائل التواصل الاجتماعي من بودغوريتشا، بدعم من مجموعة من المواطنين. تم تقديم الترشيح في 26 فبراير وتم تأكيده في 3 مارس 2023.                                              |
| 5 | جوران دانيلوفيتش ‏     |        | الجبل الأسود المتحد ‏        | عضو سابق في البرلمان (2006-2016 ؛ 2016-2020)، وزير الداخلية السابق في مجلس الوزراء المؤقت (2016)، المؤسس والزعيم الحالي لجمهورية الجبل الأسود المتحدة. أعلن الترشح في 28 يناير وتم تقديمه في 20 فبراير 2023.      |
| 6 | أليكسا بيتشيتش ‏       |        | الجبل الأسود الديمقراطي ‏    | عضو البرلمان منذ 2016، الرئيس السابق للبرلمان (2020-2022)، مؤسس وزعيم حزب الجبل الأسود الديمقراطي. أعلن الترشح في 24 فبراير وتم تقديمه في 26 فبراير 2023.                                                         |
| 7 | دراجينيا فوكسانوفيتش ‏ |        | الحزب الاشتراكي الديمقراطي ‏ | عضو البرلمان منذ 2012، أستاذ القانون في جامعة مونتينيغرو، عضو وزعيم سابق للحزب الاشتراكي الديمقراطي من 2019 إلى 2021، مرشح في 2018. أعلن الترشح في 9 فبراير وتم تقديمه في 22 فبراير 2023.                         |

## الجولة الثانية
صور جوكانوفيتش، الذي حكم لفترة طويلة، انتخابات الإعادة الرئاسية على أنها "اختيار بين الجبل السود المستقلة أو دولة تسيطر عليها صربيا وروسيا المجاورتان"، واصفا إياها بأنها "معركة حاسمة من أجل بقاء الجبل الأسود"، قائلا إنه من المتوقع أن يقود حزبه في الانتخابات البرلمانية المبكرة المقبل. أصر جوكانوفيتش على أن الناخبين اختاروا أيضًا ما إذا كانت الجبل الأسود "ستتقدم نحو الاندماج في الاتحاد الأوروبي أم أنها ستستمر في التعثر، كما كان الحال في العامين الماضيين". بينما كان ميلاتوفيتش، الذي خدم في حكومة Krivokapić، وهي أول حكومة بعد حزب DPS، يقول أن ukanović وحزبه "دمروا الجبل الأسود خلال فترة حكمهم، مما سمح للجريمة والفساد بابتلاع المجتمع". واتهم جوكانوفيتش خصمه ميلاتوفيتش بـ "الشعبوية الوحشية". وأعلن ميلاتوفيتش انتهاء حقبة جوكانوفيتش، حيث قام بحملته من أجل الحاجة إلى التغيير واعدًا بمستقبل أفضل. قال مراقبون إن ميلاتوفيتش، الوافد السياسي الجديد الذي خدم في الحكومة المنتخبة بعد الانتخابات البرلمانية لعام 2020 لكنه انفصل فيما بعد عن الائتلاف الحاكم، اكتسب شعبية بسبب خلفيته المستقلة وتركيزه على المشاكل اليومية. قال ميلاتوفيتش بعد الإدلاء بصوته أن جوكانوفيتش يرمز إلى "سياسات الانقسام في الماضي"، وأن التصويت أمر حاسم لمستقبل الجبل الأسود الذي سيكون "أكثر ثراءً وعدلاً وأجمل وأكثر مساواة".
تعهد المرشحان باستمرار انضمام الجبل الأسود إلى الاتحاد الأوروبي. واجه جوكانوفيتش، الذي هيمن على السياسة في الجبل الأسود لمدة 33 عامًا، تحديًا بعد انهيار حكومتين في غضون عام، بينما منافسه في الجولة الثانية ميلاتوفيتش، وزير الاقتصاد السابق الموالي للغرب الذي تعهد ببداية جديدة بعد عام من الجمود السياسي، ودعا إلى توثيق العلاقات مع كل من الاتحاد الأوروبي والصرب المجاورة. على الرغم من أن الرئاسة في الجبل الأسود هي منصب شرفي إلى حد كبير، إلا أنها تتمتع بسلطات رئيسية لتسمية رؤساء الوزراء وحل البرلمان والدعوة لإجراء انتخابات، ويرى المحللون أهمية التصويت في جولة الإعادة لأنها قد تشير إلى تعديل سياسي قبل الانتخابات البرلمانية المبكرة في يونيو. ومن المتوقع أن يعطي أي مرشح سيفوز دفعة مهمة لفرص حزبه في انتخابات يونيو. وبعد الإعلان عن النتائج الأولية للجولة الأولى، صرح جوكانوفيتش بأنه "لا يخطط لخسارة الانتخابات"، وتوقع "دعمًا جماهيريًا من ناخبي الشتات" في جولة الإعادة، واصفًا إياهم بـ "مخزون أصواته". انتقد ميلاتوفيتش تلك التصريحات، واصفًا هذه الروايات بالتلاعب وعدم الاحترام للناخبين في الجبل الأسود الذين يعيشون فيها، ومعظمهم من المهاجرين الاقتصاديين في الغرب، وألقى باللوم أيضًا على مسؤولية نظام جوكانوفيتش السابق عن الهجرة الاقتصادية من الجبل الأسود. انتقد جوكانوفيتش الاتحاد الأوروبي بزعم السماح لروسيا بنشر نفوذها في غرب البلقان، قائلاً إن المنطقة المضطربة أصبحت منصة لسياسات مناهضة للغرب بسبب إهمال الاتحاد الأوروبي. زعم جوكانوفيتش أن الائتلاف الحاكم الذي وصل إلى السلطة بعد تغيير النظام في عام 2020 قد "دمر الجبل الأسود اقتصاديًا وماليًا"، بسبب "سياساته المعادية للاتحاد الأوروبي". وتعهدت الحكومة الائتلافية بأن تظل الجبل الأسود على طريق الاتحاد الأوروبي. أعرب ميلاتوفيتش، بدعم من الأحزاب الحاكمة في جولة الإعادة، عن دعمه القوي للبلاد التي تسعى للحصول على عضوية الاتحاد الأوروبي. وقال جوكانوفيتش إن "سياسات الأغلبية الحاكمة تشير إلى خلاف ذلك". كما قام جوكانوفيتش بإضفاء الطابع النسبي على العديد من قضايا الفساد، والتي كان يُنظر إليها على أنها مشكلة رئيسية أثناء قيادته للجبل الأسود، قائلاً إن الفساد "موجود في جميع دول العالم".

### المرشحين
| المرشحون في الجولة الثانية          |                                                  |
|                                     |                                                  |
| الحزب الديمقراطي الاشتراكي          | أوروبا الآن                                      |
|                                     |                                                  |
| رئيس الجبل الأسود الحالي (منذ 2018) | وزير الاقتصاد في الجبل الأسود السابق (2020-2022) |

## النتائج

### الجولة الأولى
في الجولة الأولى، فاز جوكانوفيتش في 15 بلدية من أصل 25 بلدية هي: نيكشيتش، وبييلو بوليي، وبار، وكوتور، وتيفات، وأولسيني، وسيتينجي (العاصمة الملكية القديمة)، وروجاي، وبلاف، وتوزي، وموجكوفاك، وجوزينيي، ودابلياك، وشافنيك، وبيتنجيكا. في حين فاز ميلاتوفيتش في بودغوريتسا (العاصمة)، وكذلك في ثلاث بلديات أخرى هي: هرسك نوفي، ودانيلوفغراد وكولاسين. وفاز مانديتش في ست بلديات هي: بلييفليا، وبودفا، وبيران، وغولوبوفسي، وأندرييفيكا، وبلوشين.

### جدول النتائج
|                                                                  | ميلو جوكانوفيتش        | حزب الجبل الأسود الديمقراطي الاشتراكي | 119,685 | 35.37  | 154,769 | 41.12 |  |  |  |
|                                                                  | ياكوف ميلاتوفيتش       | أوروبا الآن (الجبل الأسود)            | 97,867  | 28.92  | 221,592 | 58.88 |  |  |  |
|                                                                  | أندريا مانديتش ‏        | الجبهة الديمقراطية ‏                   | 65,393  | 19.32  |         |       |  |  |  |
|                                                                  | أليكسا بيتشيتش ‏        | الجبل الأسود الديمقراطي ‏              | 37,562  | 11.10  |         |       |  |  |  |
|                                                                  | دراجينيا فوكسانوفيتش ‏  | الحزب الاشتراكي الديمقراطي ‏           | 10,669  | 3.15   |         |       |  |  |  |
|                                                                  | جوران دانيلوفيتش ‏      | الجبل الأسود المتحد ‏                  | 4,659   | 1.38   |         |       |  |  |  |
|                                                                  | يوفان رادولوفيتش       | مستقل                                 | 2,574   | 0.76   |         |       |  |  |  |
| إجمالي                                                           | إجمالي                 | إجمالي                                | 338,409 | 100.00 | 376,361 | 100   |  |  |  |
|                                                                  |                        |                                       |         |        |         |       |  |  |  |
| الأصوات الصحيحة                                                  | الأصوات الصحيحة        | الأصوات الصحيحة                       | 338,409 | 97.43  | 376,361 | 98.97 |  |  |  |
| الباطلة أو الفارغة                                               | الباطلة أو الفارغة     | الباطلة أو الفارغة                    | 8,924   | 2.57   | 3,920   | 1.03  |  |  |  |
| إجمالي الأصوات                                                   | إجمالي الأصوات         | إجمالي الأصوات                        | 347,333 | 100.00 | 380,281 | 100   |  |  |  |
| المسجلين/نسبة المشاركة                                           | المسجلين/نسبة المشاركة | المسجلين/نسبة المشاركة                | 542,154 | 64.07  | 542,154 | 70.14 |  |  |  |
|                                                                  |                        |                                       |         |        |         |       |  |  |  |
| المصدر: State Electoral Commission راديو وتليفزيون الجبل الأسود. |                        |                                       |         |        |         |       |  |  |  |